# Jože Možgan
Jože Možgan, slovenski zdravnik in politik, * 25. maj 1941, † 4. avgust 2015.
Kot poslanec SLS+SKD je bil član 2. državnega zbora Republike Slovenije.